# Daniel Voženílek
Daniel Voženílek (* 10. února 1996, Pardubice) je profesionální český hokejový útočník. V současnosti hraje za švýcarský klub EV Zug.

## Hráčská kariéra
Voženílek debutoval v české extralize v dresu HC Dynamo Pardubice v sezóně 2013-14. O rok později odehrál 33 zápasů. V sezoně 2016/2017 hrál ve Finsku za tým Rovaniemen Kiekko. Po návratu z Finska byl na hostování v Prostějově a následně přestoupil do Litoměřic..
Sezonu 2022/2023 odehrál v klubu HC Oceláři Třinec, kde získal svůj první extraligový mistrovský titul.

## Prvenství
- Debut v ČHL – 22. října 2013 (HC Dynamo Pardubice proti HC Kometa Brno)[4]
- První gól v ČHL – 13. listopadu 2015 (HC Energie Karlovy Vary proti HC Dynamo Pardubice, českému brankáři Tomáši Závorkovi)
- První asistence v ČHL – 22. listopadu 2015 (Bílí Tygři Liberec proti HC Dynamo Pardubice)

## Ocenění a úspěchy
- 2013 ČHL-18 – Nejlepší střelec v oslabení
- 2020 1. ČHL – All-Star tým
- 2020 1. ČHL – Nejlepší útočník
- 2023 ČHL – Nejlepší nahrávač v playoff
- 2023 ČHL – Nejlepší hráč v pobytu na ledě (+/-)
- 2023 ČHL – Cena Václava Paciny

## Reprezentace
| Rok                       | Tým                       | Soutěž                    | Z  | G | A | B | TM |
| ------------------------- | ------------------------- | ------------------------- | -- | - | - | - | -- |
| 2023                      | Česko                     | MS                        | 7  | 0 | 1 | 1 | 25 |
| 2024                      | Česko                     | MS                        | 9  | 0 | 3 | 3 | 0  |
| 2025                      | Česko                     | MS                        | 8  | 1 | 4 | 5 | 4  |
| Seniorská kariéra celkově | Seniorská kariéra celkově | Seniorská kariéra celkově | 24 | 1 | 8 | 9 | 29 |